# 767
Вижте пояснителната страница за други значения на 767.

## Починали
- Токту, български хан
- 28 юни – Павел I, римски папа